# Filignano

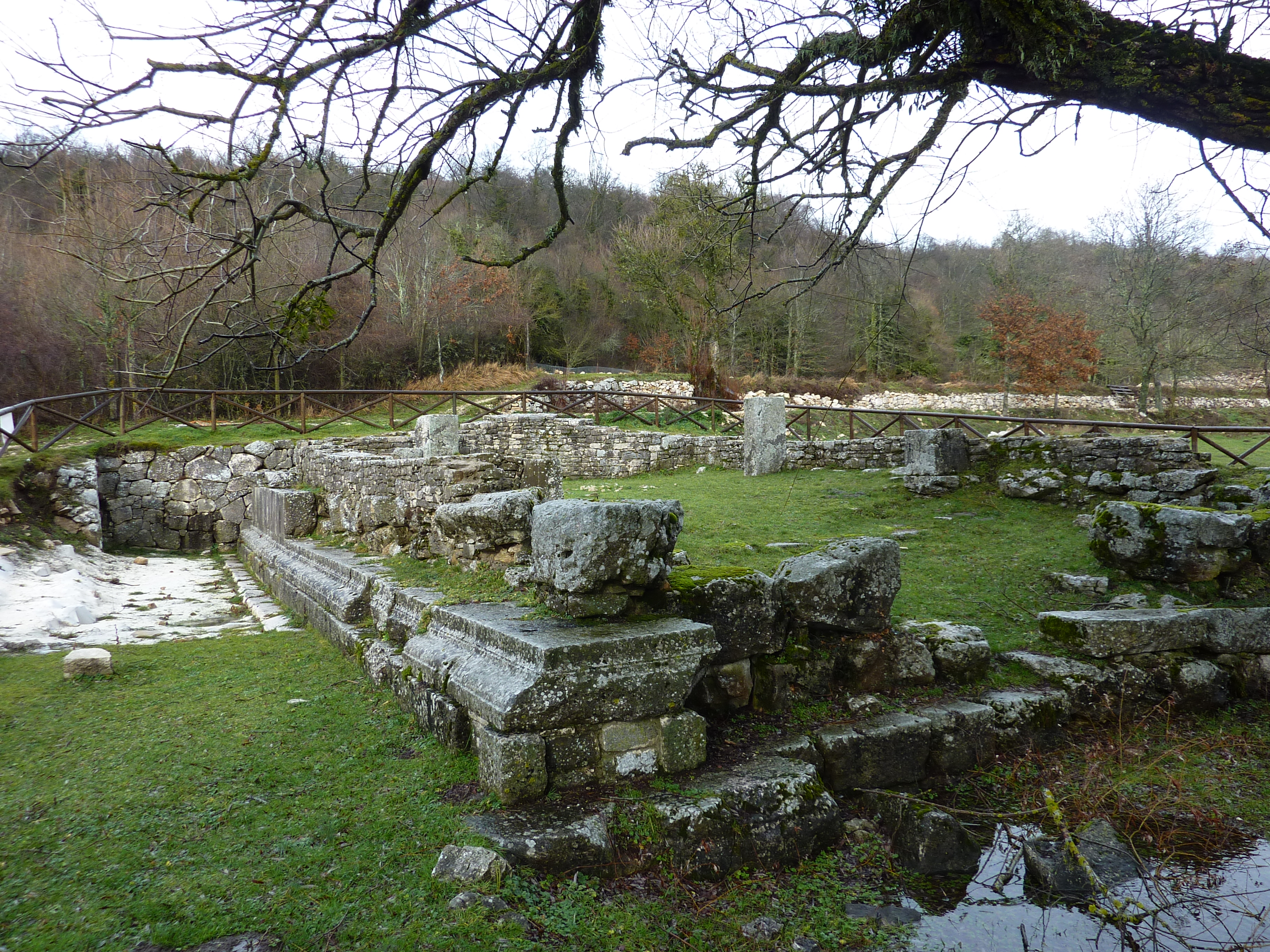
Tempelruine in Vastogirardi

Filignano ist eine italienische Gemeinde (comune) in der Provinz Isernia in der Region Molise und hat 567 Einwohner (Stand 31. Dezember 2023). Die Gemeinde liegt etwa 15,5 Kilometer westsüdwestlich von Isernia und grenzt unmittelbar an die Provinz Frosinone am Nationalpark Abruzzen, Latium und Molise.

## Verkehr
Durch die Gemeinde führt die frühere Strada Statale 627 della Vandra (heute eine Provinzstraße) von Isernia nach Sora.

## Geschichte
Die Ortschaft wird erstmals 962 urkundlich erwähnt.